# Galliaecytheridea
Galliaecytheridea is een geslacht van uitgestorven kreeftachtigen uit de klasse van de Ostracoda (mosselkreeftjes).

## Soorten
- Galliaecytheridea arcessita (Luebimova, 1956) Permyakova, 1978 †
- Galliaecytheridea barcinensis Kubiatowicz, 1983 †
- Galliaecytheridea cibaria (Luebimova, 1956) Permyakova, 1978 †
- Galliaecytheridea compressa Christensen & Kilenyi, 1970 †
- Galliaecytheridea confundens Kilenyi, 1969 †
- Galliaecytheridea contracta (Luebimova, 1956) Permyakova, 1978 †
- Galliaecytheridea cultis (Luebimova, 1956) Permyakova, 1978 †
- Galliaecytheridea cuneiformis Bielecka, Blaszyk & Styk, 1976 †
- Galliaecytheridea densipunctata Bielecka, Blaszyk & Styk, 1976 †
- Galliaecytheridea dissimilis Oertli, 1957 †
- Galliaecytheridea dorsetensis Christensen & Kilenyi, 1970 †
- Galliaecytheridea elegans (Sharapova, 1937) Fuller & Lord, 1979 †
- Galliaecytheridea elongata Kilenyi, 1969 †
- Galliaecytheridea fragilis Kilenyi, 1969 †
- Galliaecytheridea gibbera Masumov, 1972 †
- Galliaecytheridea globosa (Luebimova, 1956) Permyakova, 1978 †
- Galliaecytheridea gorodischensis Fuller & Lord, 1979 †
- Galliaecytheridea gracilis Glashoff, 1964 †
- Galliaecytheridea grigorievi (Luebimova, 1956) Permyakova, 1978 †
- Galliaecytheridea grossepunctata Witte & Lissenberg, 1995 †
- Galliaecytheridea inaequalipunctata Bielecka, Blaszyk & Styk, 1976 †
- Galliaecytheridea ingentis Witte & Lissenberg, 1995 †
- Galliaecytheridea kilenyii Swain & Xie, 1992 †
- Galliaecytheridea kingscliffensis Bate, 1967 †
- Galliaecytheridea kummi (Triebel, 1938) Andreev & Oertli, 1970 †
- Galliaecytheridea malzi Kilenyi, 1969 †
- Galliaecytheridea mandelstami (Luebimova, 1955) Kilenyi, 1969 †
- Galliaecytheridea manyuliensis Bate, 1975 †
- Galliaecytheridea micropapillata Ware & Whatley, 1980 †
- Galliaecytheridea miranda (Luebimova, 1955) Fuller & Lord, 1979 †
- Galliaecytheridea monstrata (Luebimova, 1955) Kubiatowicz, 1983 †
- Galliaecytheridea obtusovata Zhang (li), 1982 †
- Galliaecytheridea oertlii Christensen & Kilenyi, 1970 †
- Galliaecytheridea oxfordiana Witte & Lissenberg, 1995 †
- Galliaecytheridea palmata Masumov, 1966 †
- Galliaecytheridea perrara Kolpenskaya, 1993 †
- Galliaecytheridea pilicae Kubiatowicz, 1983 †
- Galliaecytheridea polita Kilenyi, 1969 †
- Galliaecytheridea postrotunda Oertli, 1957 †
- Galliaecytheridea postspinosa Zhang (li), 1982 †
- Galliaecytheridea protensa Masumov, 1966 †
- Galliaecytheridea punctata Kilenyi, 1969 †
- Galliaecytheridea punctilataeformis (Luebimova, 1955) Bielecka & Styk, 1980 †
- Galliaecytheridea punctulata (Terquem, 1885) Permyakova, 1978 †
- Galliaecytheridea raripunctata Bielecka, Blaszyk & Styk, 1976 †
- Galliaecytheridea robusta Witte & Lissenberg, 1995 †
- Galliaecytheridea spinosa Kilenyi, 1969 †
- Galliaecytheridea staffinensis Whatley, 1970 †
- Galliaecytheridea subhexangulata (Sharapova, 1937) Permyakova, 1978 †
- Galliaecytheridea tatae Kolpenskaya, 1993 †
- Galliaecytheridea teres (Neale, 1962) Neale, 1978 †
- Galliaecytheridea trapezoidalis Kilenyi, 1969 †
- Galliaecytheridea trapezoides Witte & Lissenberg, 1995 †
- Galliaecytheridea ventrostriata Witte & Lissenberg, 1995 †
- Galliaecytheridea wahii Neale & Singh, 1986 †